# Lacciferophaga yunnanea
Lacciferophaga yunnanea är en fjärilsart som beskrevs av Aleksei Konstantinovich Zagulajev 1959. Lacciferophaga yunnanea ingår i släktet Lacciferophaga och familjen brokmalar, Momphidae. Inga underarter finns listade i Catalogue of Life.